# 圣费尔明节
圣费尔明节（西班牙语：San Fermín）是属于西班牙纳瓦拉自治区首府潘普洛纳市的一项传统祝活动。该节日因为欧内斯特·海明威的著作《太阳照常升起》描写过其中的奔牛活动而闻名于世。

## 诞生及演变
圣费尔明节最初源于12世纪，该城的市民在10月10日纪念城市创建者和保护者圣费尔明，这时的圣费尔明节只是个纯粹的宗教节日。据记载，14世纪后商人们在夏天将牛从城外赶至城内举行斗牛活动。1591年，市民们决定在天气更好的夏天庆祝圣费尔明节，两项活动逐渐合在了一起。这时的圣费尔明节仅仅持续两天，活动包括演讲、音乐会、竞赛和斗牛。后来又加入了焰火和舞蹈表演。17和18世纪中又增加了奔牛活动和杂耍表演，外地游客也开始与潘普洛纳市民一同庆祝。19世纪中出现了露天集市和大头人的游行队伍。1926年海明威的《太阳照常升起》出版后，全世界的游客都被吸引到潘普洛纳参与庆祝。

## 节日开始

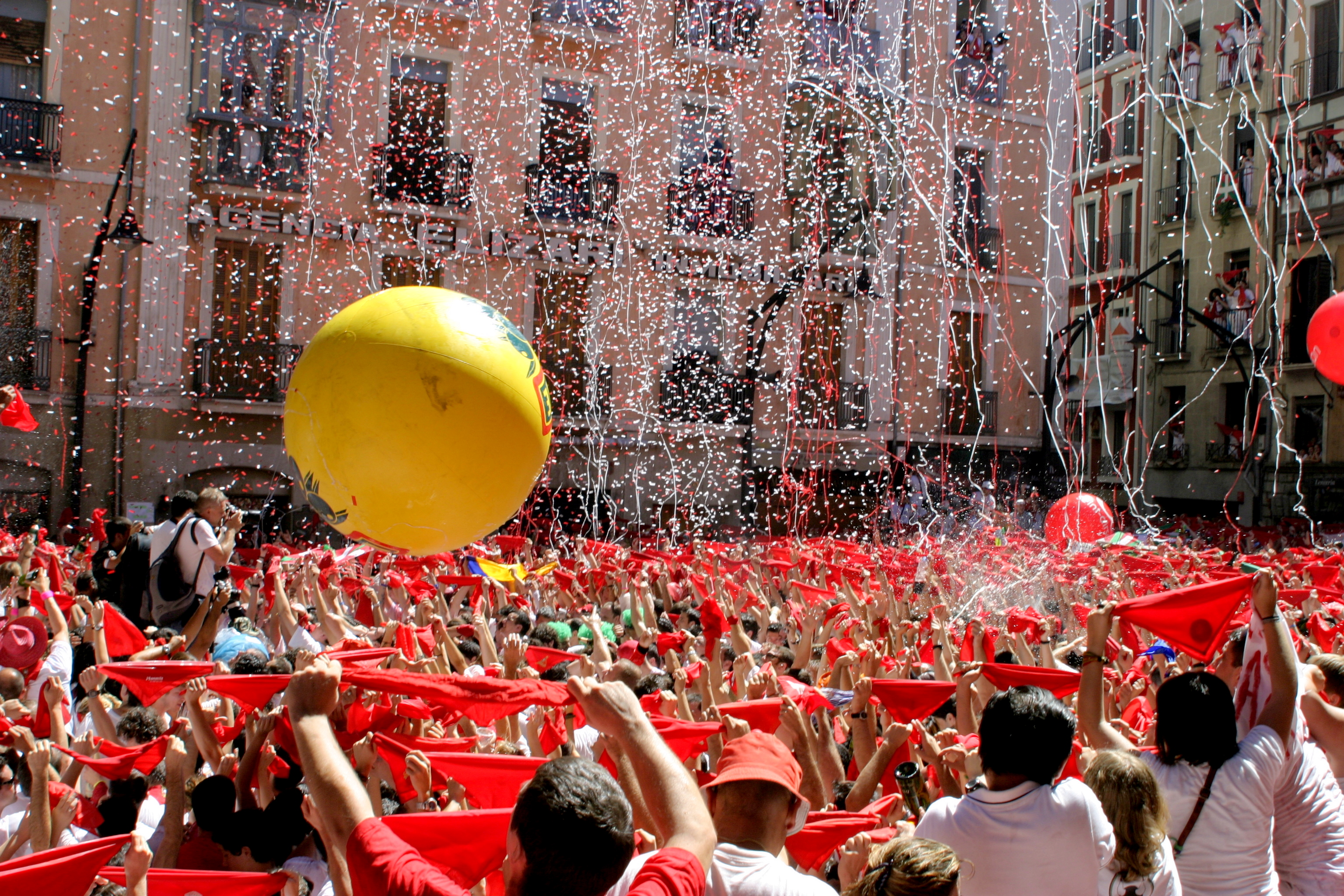
聚集在广场上等待开始的人群

每年7月6日中午12点是圣费尔明节的开始。此刻数以千计的游人等待在城市大厅（Ayuntamiento）前的广场上，将手中拿着的鲜红圣费尔明围巾（pañuelos）举过头顶。根据一项从1941年开始的传统，市长在这一刻从大厅的阳台上点燃一只冲天炮（Chupinazo），宣告圣费尔明节的开始，游人们则迅速将手中的围巾扎在脖子上。此后，广场会升起数个巨大的气球，全城市民与游客都会开启大量的香槟酒并互相喷洒。而在此之前的等待中，广场上的人群就开始互相投掷鸡蛋提前庆祝。

## 奔牛

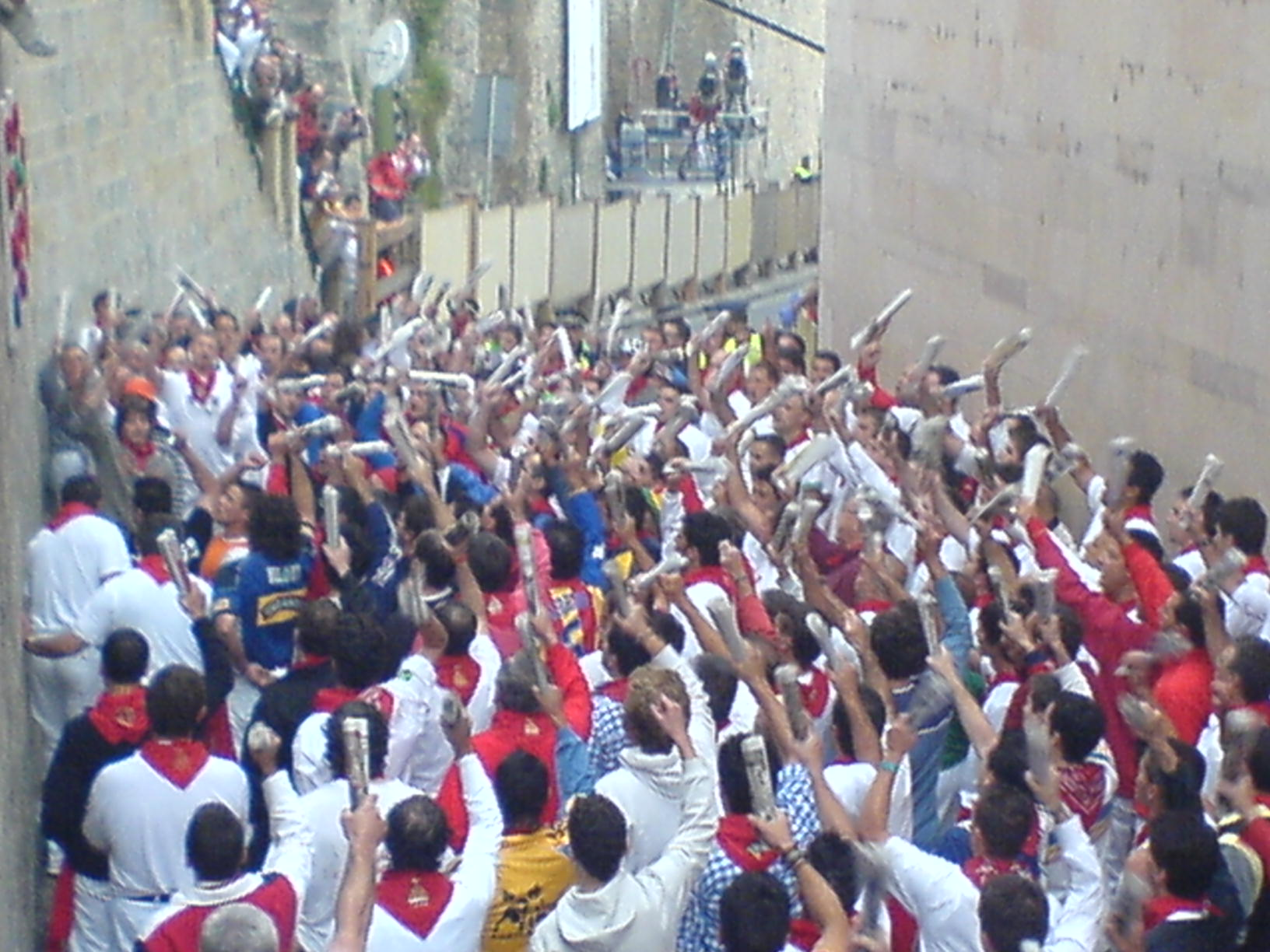
奔牛活动

奔牛（encierros）活动开始于7月7日之后的每天早上8点。人们会穿着白色衣衫，戴着红色圣费尔明围巾和红腰带，手里拿着卷起的报纸以便在牛接近的时候驱赶它们。到8点整时，会有一名老者点燃一支爆竹作为活动的开始。在活动开始前，人们需要向圣费尔明祈祷，祈求其在奔牛中保护自己。接下来，最先放出牛棚的是6只将会出现在下午的斗牛活动中的蛮牛。人和牛将奔跑在820米长的通向斗牛场的青石老街上。这些牛的奔跑速度可以达到每小时24公里（每秒6.6米），所以奔跑大约在3到4分钟内就会结束。然后会放出两批不那么强壮的牛，第一批11只，第二批3只则在2分钟后放出。整个路程中街道两旁都有隔板保护，奔牛者也可躲入隔板后寻求保护。当牛到达斗牛场后，就會燃放沖天炮（el  cohete）宣告奔牛活动结束。

## 其他活动
除了奔牛，圣费尔明节也有其他活动来供人们庆祝。6日开始的每天下午6点半都会有斗牛活动,除了6日每次斗牛使用的牛只都是来自于早晨的奔牛活动。潘普洛纳的斗牛场一共能容纳19721人，是西班牙第二大斗牛场，然而正真向公众出售的票每天只有1950张。节日期间斗牛场基本座无虚席。此外还有大头人和巨人的游行，舞蹈、当地音乐和焰火表演。每天的活动都持续到子夜12点。

## 结束
圣费尔明节的结束一样不平凡，7月14日子夜12点。热闹了204小时的人们再一次聚集在城市大厅前的广场上，在焰火表演的烘托之下，手持蜡烛，取下自己的圣费尔明围巾。同时还要高唱"Pobre de mí"（可怜我吧）"Pobre de Mí, Pobre de Mí, que se han acabado las fiestas, de San Fermín"（可怜我吧，可怜我吧，圣费尔明节离我而去）结束活动大约持续半个小时。

## 吸引力及危险性
节日期间的潘普洛纳市在周一至周五每天约接待2000名游客，周末则可达到3500名。由于奔牛节的危险性，每年大约有200到300人，也就是3%的参与者会受到不同程度的伤害。而自1924年至今，已有15人在奔牛活动中丧生。最近的一次是在2009年7月12日，一名27岁的西班牙青年丹尼尔·罗梅洛被牛角刺中颈部和肺部身亡。同时，节日中的斗牛和奔牛活动也遭到动物保护组织的反对，环保人士在7月6日这一天以半裸方式抗议这些活动。